# Furnifold McLendel Simmons
Furnifold McLendel Simmons, född 20 januari 1854 i Jones County, North Carolina, död 30 april 1940 i New Bern, North Carolina, var en amerikansk politiker (demokrat). Han representerade delstaten North Carolina i båda kamrarna av USA:s kongress, först i representanthuset 1887–1889 och sedan i senaten 1901–1931. 
Han var känd för sina rasistiska åsikter och för att han bidrog till introducerandet av Jim Crow-lagar i North Carolina som fråntog svarta medborgare sin rösträtt. Han åstadkom detta med skrämseltaktik i sin egenskap av politisk boss med egna stödtrupper.

## Biografi
Simmons utexaminerades 1873 från Trinity College (numera Duke University). Han studerade sedan juridik och inledde 1876 sin karriär som advokat i New Bern. Han blev invald i representanthuset i kongressvalet 1886 men lyckades inte bli omvald. Han förlorade 1888 mot en före detta slav, republikanen Henry P. Cheatham. Simmons förlorade på nytt i kongressvalet 1890.
Republikanen Daniel Lindsay Russell vann guvernörsvalet i North Carolina 1896 med stöd från både vita och svarta medborgare. Demokraterna i North Carolina såg sin möjlighet att återfå makten i delstaten genom att få svarta väljare bort från urnorna. Simmons tillträdde 1898 som ordförande för demokraterna i North Carolina och ledde en rasistisk kampanj för att åstadkomma detta syfte. Han talade om hotet av "Negro domination", att politiken kommer att domineras av de svarta och försvarade attackerna mot de svarta med sitt slagord "Anglo-Saxon blood", "det anglosaxiska blodet". För att få Jim Crow-lagarna igenom, måste demokraterna först skrämma de svarta från att rösta. Detta åstadkom Simmons med sina rödskjortor (Red Shirts), rasister som använde liknande metoder som Ku Klux Klan. Demokraterna återfick makten i North Carolina och år 1901 introducerades lagar för att frånta de svarta rösträtten som senare godkändes i en folkomröstning efter att de hade godkänts i delstatens lagstiftande församling. Republikanernas ställning försämrades märkbart och de var i klar minoritet i delstaten för flera decennier framåt.
Simmons efterträdde 1901 populisten Marion Butler som senator för North Carolina. Han omvaldes fyra gånger. Simmons var ordförande i senatens finansutskott 1913–1919. Han var en av kandidaterna för demokraternas nominering i presidentvalet i USA 1920. Demokraterna nominerade James M. Cox som förlorade valet mot Warren G. Harding.
Simmons stödde inte demokraternas kandidat Al Smith i presidentvalet i USA 1928. Han stödde inte heller öppet republikanen Herbert Hoover men han gjorde det klart att han inte kunde rösta på Smith som var emot alkoholförbudet. Simmons förlorade i demokraternas primärval inför senatsvalet 1930 mot Josiah Bailey.